# Vicenza Calcio 2008-2009
Questa pagina raccoglie i dati riguardanti il Vicenza Calcio nelle competizioni ufficiali della stagione 2008-2009.

## Stagione
Il campionato 2008-2009 si apre con un Vicenza titubante, che riesce nelle prime tre gare a raccogliere un solo punto. Segue però una striscia di nove risultati utili consecutivi, che portano la squadra al limite della zona play-off. Grazie al contributo fondamentale in fatto di gol da parte di Sgrigna e Bjelanović, a una difesa che per molti mesi rimane la meno perforata del torneo e a un centrocampo di qualità, il Vicenza può sognare fino a primavera, quando entra in un periodo povero di risultati e si stabilizza, fino a fine campionato, a metà classifica, penalizzato tra l'altro dai gravi infortuni del difensore centrale Di Cesare e del capitano Bernardini. La salvezza matematica arriva a 3 gare dalla fine, durante il derby veneto contro il Treviso, vinto dai biancorossi per 1-0.
In tema di maglie rimane curioso quanto accadde il 4 ottobre 2008 allo Stadio Omobono Tenni di Treviso: la partita Cittadella-Vicenza iniziò con svariati minuti di ritardo in quanto l'arbitro Riccardo Tozzi fece cambiare ai calciatori berici la loro maglia, cromaticamente simile a quella del Cittadella, sicché il magazziniere del Vicenza corse ad acquistare delle maglie gialle fosforescenti in un negozio di Treviso fuori dallo stadio, con l'incoveniente della numerazione sbagliata che non corrispose a quella reale dei giocatori vicentini, oltre alla mancanza delle scritte dei cognomi sul retro.
La penultima partita della stagione viene segnata dalla morte del giovane tifoso Eugenio Bortolon di soli 19 anni. Il sostenitore (alla sua seconda trasferta) aveva seguito i biancorossi allo Stadio Tardini di Parma quando, al 49', cade dagli spalti del settore ospiti. Trasportato d'urgenza all'ospedale parmense in condizioni gravissime, morirà la sera stessa a causa di un arresto cardiaco. Polemiche sono sorte anche per il fatto che, nonostante sia i giocatori del Vicenza che del Parma avessero chiesto di interrompere la partita, dopo una sospensione di 20 minuti si è deciso di riprendere a giocare. Il giorno successivo su tutti i campi è stato osservato un minuto di silenzio.

## Divise e sponsor
Sponsor ufficiale: Burro de Paoli
Sponsor tecnico: Diadora

## Rosa
| N. |                       | Ruolo | Calciatore                     |
| -- | --------------------- | ----- | ------------------------------ |
| 1  | Italia (bandiera)     | P     | Alberto Frison                 |
| 3  | Montenegro (bandiera) | D     | Ivan Fatić                     |
| 4  | Italia (bandiera)     | D     | Marco Zanchi                   |
| 5  | Italia (bandiera)     | D     | Valerio Di Cesare              |
| 6  | Italia (bandiera)     | D     | Valerio Foglio                 |
| 7  | Italia (bandiera)     | C     | Cristian Raimondi              |
| 8  | Italia (bandiera)     | C     | Antonino Bernardini (capitano) |
| 9  | Italia (bandiera)     | A     | Davis Curiale                  |
| 9  | Argentina (bandiera)  | A     | Fernando Forestieri            |
| 10 | Italia (bandiera)     | A     | Alessandro Sgrigna             |
| 11 | Croazia (bandiera)    | A     | Saša Bjelanović                |
| 13 | Italia (bandiera)     | D     | Nicolas Giani                  |
| 14 | Italia (bandiera)     | P     | Marco Fortin                   |
| 15 | Italia (bandiera)     | A     | Mattia Minesso                 |
| 16 | Spagna (bandiera)     | C     | Luis Helguera                  |
| 16 | Italia (bandiera)     | D     | Massimo Volta                  |
| 17 | Italia (bandiera)     | A     | Stefano Pietribiasi            |
| 17 | Marocco (bandiera)    | C     | Ibrahim Maaroufi               |
| 18 | Italia (bandiera)     | C     | Giampietro Perrulli            |
| 19 | Argentina (bandiera)  | C     | Nicolás Gorobsov               |
| 20 | Italia (bandiera)     | C     | Davide Bottone                 |

| N. |                      | Ruolo | Calciatore             |
| -- | -------------------- | ----- | ---------------------- |
| 21 | Italia (bandiera)    | D     | Daniele Martinelli     |
| 22 | Ungheria (bandiera)  | P     | Attila Trepak          |
| 23 | Italia (bandiera)    | D     | David Giubilato        |
| 23 | Italia (bandiera)    | D     | Davide Brivio          |
| 24 | Italia (bandiera)    | C     | Nicola Rigoni          |
| 25 | Italia (bandiera)    | C     | Piermario Morosini     |
| 28 | Italia (bandiera)    | D     | Augustin Corral Pinero |
| 29 | Venezuela (bandiera) | A     | Massimo Margiotta      |
| 30 | Italia (bandiera)    | A     | Andrea Capone          |
| 32 | Italia (bandiera)    | A     | Matteo Serafini        |
| 33 | Argentina (bandiera) | C     | Julián Magallanes      |
| 54 | Italia (bandiera)    | D     | Andrea Tecchio         |
| 55 | Italia (bandiera)    | D     | Michelangelo Minieri   |
| 72 | Italia (bandiera)    | P     | Cristian Cicioni       |
| 77 | Italia (bandiera)    | C     | Stefano Botta          |
| 80 | Italia (bandiera)    | D     | Simone Calori          |
| 80 | Italia (bandiera)    | D     | Duccio Innocenti       |
| 89 | Marocco (bandiera)   | A     | Oussama Essabr         |
| 90 | Italia (bandiera)    | A     | Pasquale Maiorino      |
| 99 | Italia (bandiera)    | P     | Matteo Guardalben      |

## Risultati

### Serie B

#### Andata
| Arbitro: | Baracani (Firenze) |

|            |           |  |
| Bucchi 32’ | Marcatori |  |

| Arbitro: | Giannoccaro (Lecce) |

|             |           |                 |
| Sgrigna 58’ | Marcatori | 76’ (rig.) Lodi |

| Mantova 13 settembre 2008 3ª giornata | Mantova                     | 0 – 0 | Vicenza | Stadio Danilo Martelli\| Arbitro: \| Girardi (San Donà di Piave) \| |
| Arbitro:                              | Girardi (San Donà di Piave) |       |         |                                                                     |

| Arbitro: | C. Russo (Nola) |

|             |           |                     |
| Sgrigna 13’ | Marcatori | 29’, 67’ P. Barreto |

| Arbitro: | Cavarretta (Trapani) |

|  |           |                     |
|  | Marcatori | 36’, 72’ Bjelanovic |

| Arbitro: | Damato (Barletta) |

|                                     |           |  |
| Volta 21’ Bjelanoviv 32’ Capone 39’ | Marcatori |  |

| Arbitro: | Tozzi (Ostia Lido) |

|  |           |           |
|  | Marcatori | 84’ Botta |

| Vicenza 12 ottobre 2008 8ª giornata | Vicenza          | 0 – 0 | Ancona | Stadio Romeo Menti\| Arbitro: \| Pinzani (Empoli) \| |
| Arbitro:                            | Pinzani (Empoli) |       |        |                                                      |

| Arbitro: | Marelli (Como) |

|  |           |                                                             |
|  | Marcatori | 12’ Sgrigna 20’ Zanchi 48’ Bjelanovic 55’ (rig.) Bernardini |

| Arbitro: | Rizzoli (Bologna) |

|                    |           |  |
| Sgrigna 51’ (rig.) | Marcatori |  |

| Arbitro: | Pierpaoli (Firenze) |

|                           |           |                            |
| Sgrigna 20’ Margiotta 81’ | Marcatori | 49’ Catellani 59’ Biabiany |

| Salerno 1º novembre 2008 12ª giornata | Salernitana         | 0 – 0 | Vicenza | Stadio Arechi\| Arbitro: \| Gervasoni (Mantova) \| |
| Arbitro:                              | Gervasoni (Mantova) |       |         |                                                    |

| Arbitro: | De Marco (Chiavari) |

|  |           |              |
|  | Marcatori | 79’ Diamanti |

| Arbitro: | Ciampi (Roma) |

|                              |           |               |
| Della Rocca 24’ Tabbiani 62’ | Marcatori | 37’ Di Cesare |

| Arbitro: | N. Stefanini (Prato) |

|                              |           |           |
| Zambrella 27’ Possanzini 67’ | Marcatori | 18’ Volta |

| Arbitro: | Valeri (Roma) |

|                                                             |           |  |
| Sgrigna 23’ Bjelanovic 25’, 52’ Raimondi 28’ Bernardini 43’ | Marcatori |  |

| Arbitro: | Celi (Campobasso) |

|  |           |                |
|  | Marcatori | 18’ Bjelanovic |

| Arbitro: | Velotto (Grosseto) |

|             |           |             |
| Sgrigna 24’ | Marcatori | 28’ Bonucci |

| Frosinone 20 dicembre 2008 19ª giornata | Frosinone       | 0 – 0 | Vicenza | Stadio Comunale "Matusa"\| Arbitro: \| C. Russo (Nola) \| |
| Arbitro:                                | C. Russo (Nola) |       |         |                                                           |

| Arbitro: | Rocchi (Firenze) |

|             |           |               |
| Sgrigna 76’ | Marcatori | 68’ Reginaldo |

| Arbitro: | Cavarretta (Trapani) |

|            |           |  |
| Guzman 81’ | Marcatori |  |

#### Ritorno
| Arbitro: | Tozzi (Ostia Lido) |

|                                               |           |            |
| Forestieri 20’ Bjelanovic 38’ Margiotta 90+4’ | Marcatori | 28’ Bucchi |

| Arbitro: | Saccani (Mantova) |

|                      |           |  |
| Pozzi 68’ Corvia 86’ | Marcatori |  |

| Arbitro: | Scoditti (Bologna) |

|              |           |  |
| Raimondi 34’ | Marcatori |  |

| Arbitro: | Brighi (Cesena) |

|            |           |                |
| Caputo 37’ | Marcatori | 25’ Bjelanovic |

| Vicenza 17 febbraio 2009 26ª giornata | Vicenza                           | 0 – 0 | Pisa | Stadio Romeo Menti\| Arbitro: \| Candussio (Cervignano del Friuli) \| |
| Arbitro:                              | Candussio (Cervignano del Friuli) |       |      |                                                                       |

| Arbitro: | Celi (Campobasso) |

|          |           |  |
| Pepe 50’ | Marcatori |  |

| Arbitro: | Romeo (Verona) |

|             |           |                |
| Sgrigna 53’ | Marcatori | 15’ Meggiorini |

| Arbitro: | Calvarese (Teramo) |

|                                      |           |                              |
| Miramontes 16’ Mastronunzio 27’, 49’ | Marcatori | 6’ Forestieri 76’ Bjelanovic |

| Arbitro: | Tozzi (Ostia Lido) |

|  |           |                              |
|  | Marcatori | 14’, 90+3’ Laner 76’ Madonna |

| Modena 17 marzo 2009 31ª giornata | Sassuolo            | 0 – 0 | Vicenza | Stadio Alberto Braglia\| Arbitro: \| Mazzoleni (Bergamo) \| |
| Arbitro:                          | Mazzoleni (Bergamo) |       |         |                                                             |

| Arbitro: | Velotto (Grosseto) |

|                     |           |                  |
| Bruno 12’, 30’, 73’ | Marcatori | 90+2’ Bjelanovic |

| Arbitro: | Ciampi (Roma) |

|                            |           |  |
| Sgrigna 51’ Forestieri 65’ | Marcatori |  |

| Arbitro: | Gervasoni (Mantova) |

|              |           |                        |
| Diamanti 80’ | Marcatori | 90+5’ (rig.) Margiotta |

| Arbitro: | N. Stefanini (Prato) |

|                |           |  |
| Raimondi 45+1’ | Marcatori |  |

| Arbitro: | Trefoloni (Siena) |

|                |           |                          |
| Bjelanovic 75’ | Marcatori | 28’ Rispoli 36’ Gorzegno |

| Arbitro: | Tozzi (Ostia Lido) |

|                           |           |                |
| Bonanni 48’ Sansovini 68’ | Marcatori | 89’ Forestieri |

| Arbitro: | Velotto (Grosseto) |

|                         |           |  |
| Forestieri 2’ Volta 70’ | Marcatori |  |

| Arbitro: | Giannoccaro (Lecce) |

|  |           |           |
|  | Marcatori | 83’ Botta |

| Arbitro: | Baracani (Firenze) |

|  |           |          |
|  | Marcatori | 29’ Eder |

| Arbitro: | Scoditti (Bologna) |

|                                                       |           |  |
| Paloschi 13’, 47’ Lunardini 26’ Bjelanovic 43’ (aut.) | Marcatori |  |

| Arbitro: | Saccani (Mantova) |

|               |           |                  |
| N. Rigoni 39’ | Marcatori | 37’, 81’ Passoni |

### Coppa Italia

#### Secondo turno
| Arbitro: | Gervasoni (Mantova) |

|                                 |           |  |
| Bjelanović 10’, 53’ Sgrigna 62’ | Marcatori |  |

#### Terzo turno
| Arbitro: | Rocchi (Firenze) |

|                          |           |  |
| Di Vaio 78’ Adailton 89’ | Marcatori |  |

## Statistiche

### Statistiche di squadra
| Competizione | Punti | In casa | In casa | In casa | In casa | In casa | In casa | In trasferta | In trasferta | In trasferta | In trasferta | In trasferta | In trasferta | Totale | Totale | Totale | Totale | Totale | Totale | DR |
| Competizione | Punti | G       | V       | N       | P       | Gf      | Gs      | G            | V            | N            | P            | Gf           | Gs           | G      | V      | N      | P      | Gf     | Gs     | DR |
| ------------ | ----- | ------- | ------- | ------- | ------- | ------- | ------- | ------------ | ------------ | ------------ | ------------ | ------------ | ------------ | ------ | ------ | ------ | ------ | ------ | ------ | -- |
| Serie B      | 52    | 21      | 8       | 7       | 6       | 27      | 18      | 21           | 5            | 6            | 10           | 17           | 23           | 42     | 13     | 13     | 16     | 44     | 41     | +3 |
| Coppa Italia | -     | 1       | 1       | 0       | 0       | 3       | 0       | 1            | 0            | 0            | 1            | 0            | 2            | 2      | 1      | 0      | 1      | 3      | 2      | +1 |
| Totale       | -     | 22      | 9       | 7       | 6       | 30      | 18      | 22           | 5            | 6            | 11           | 17           | 25           | 44     | 14     | 13     | 17     | 47     | 43     | +4 |